# Clyzomedus annularis
Clyzomedus annularis är en skalbaggsart som beskrevs av Francis Polkinghorne Pascoe 1866. Clyzomedus annularis ingår i släktet Clyzomedus och familjen långhorningar.
Artens utbredningsområde är:
- Laos.
- Filippinerna.

Inga underarter finns listade i Catalogue of Life.